# Telti

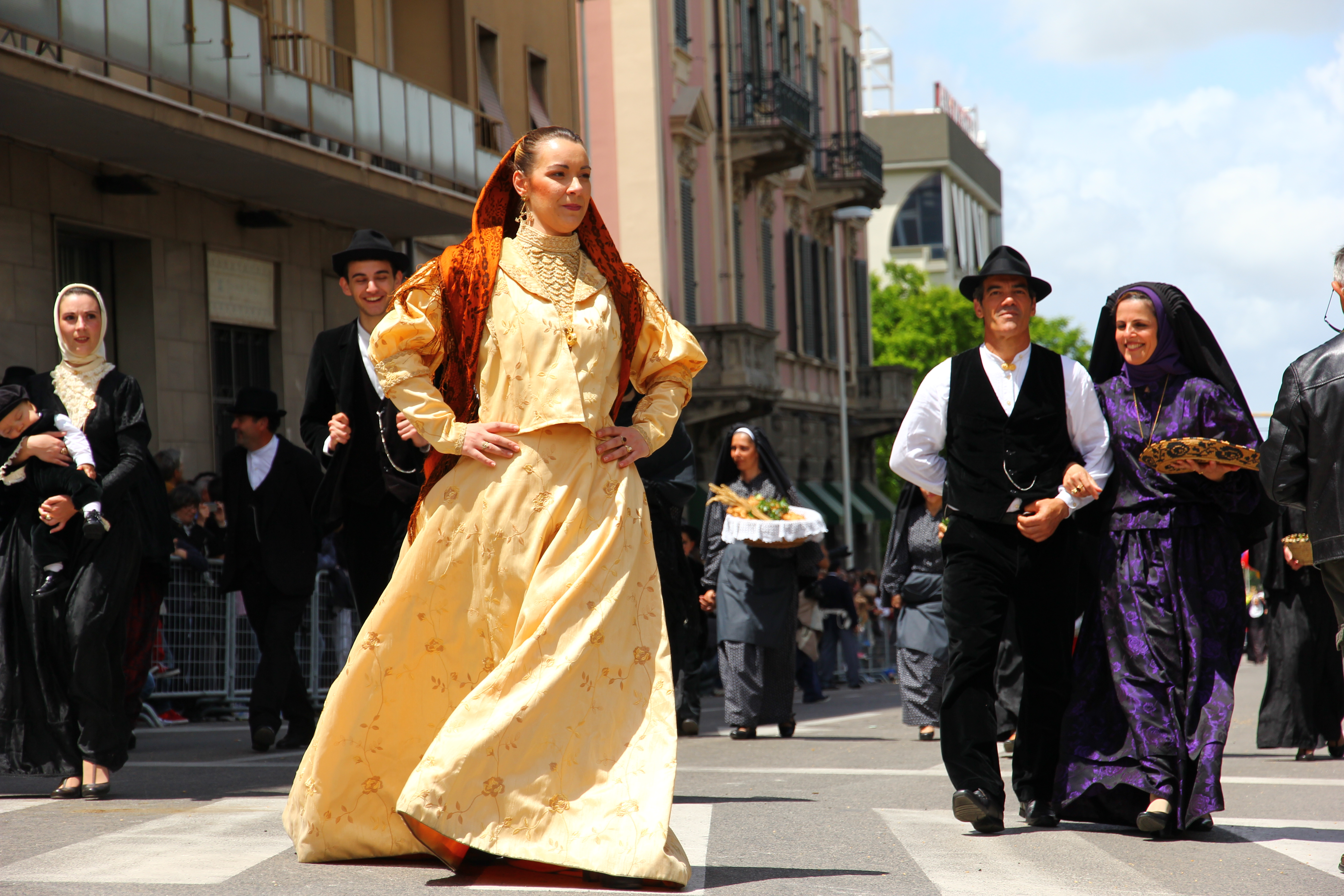
Traditionele klederdracht van Telti

Telti is een gemeente in de Italiaanse provincie Olbia-Tempio (regio Sardinië) en telt 1969 inwoners (31-12-2004). De oppervlakte bedraagt 84,5 km², de bevolkingsdichtheid is 23 inwoners per km².

## Demografie
Telti telt ongeveer 756 huishoudens. Het aantal inwoners steeg in de periode 1991-2001 met 2,4% volgens cijfers uit de tienjaarlijkse volkstellingen van ISTAT.
| Jaar | Inwoneraantal |
| ---- | ------------- |
| 1991 | 1922          |
| 2001 | 1969          |

## Geografie
De gemeente ligt op ongeveer 326 meter boven zeeniveau.
Telti grenst aan de volgende gemeenten: Calangianus, Monti, Olbia, Sant'Antonio di Gallura.